# Saint-Jory-las-Bloux
Saint-Jory-las-Bloux (okzitanisch Sent Jòri las Blos) ist eine südfranzösische Gemeinde mit insgesamt 239 Einwohnern (Stand 1. Januar 2022) im Département Dordogne in der Region Nouvelle-Aquitaine (vor 2016 Aquitaine). Die Gemeinde gehört zum Arrondissement Nontron und zum Kanton Isle-Loue-Auvézère. Zuständiger Gemeindeverband ist die Communauté de communes Isle-Loue-Auvézère en Périgord. Die Einwohner werden Lasblouxjoriens bzw. Lasblouxjoriennes genannt.

## Etymologie
Das Okzitanische Sent Jòri bezeichnet den Heiligen Georg. Der Zusatz (im Plural) las Blos oder las Blots ist unsicheren Ursprungs, möglicherweise verweist er auf einen Hügel oder Hang (auf dem der Ortskern erbaut ist).

## Geographie

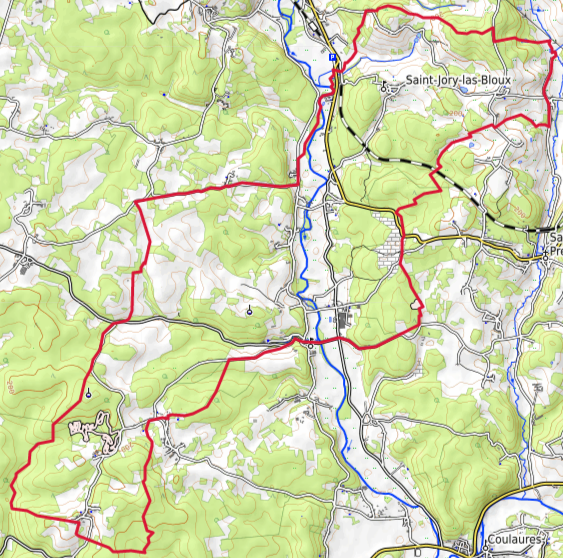
Lagekarte von Saint-Jory-las-Bloux

Der Ort Saint-Jory-las-Bloux liegt gut 35 Kilometer nordöstlich von Périgueux im waldreichen Périgord vert auf einer Höhe von ca. 195 m. Er gehört außerdem dem Naturraum des Périgord central an – im Übergangsgebiet zum Nontronnais. Nach Thiviers im Nordnordwesten sind es 7 Kilometer, nach Excideuil im Ostsüdosten sind es ebenfalls 7 Kilometer (Luftlinie). Die Gemeinde besteht aus dem Hauptort sowie mehreren Weilern (hameaux) und Einzelgehöften (fermes).
Umgeben wird Saint-Jory-las-Bloux von folgenden sieben Nachbargemeinden:
|                               | Corgnac-sur-l’Isle                          | Saint-Sulpice-d’Excideuil |
| Négrondes                     | Kompassrose, die auf Nachbargemeinden zeigt | Saint-Germain-des-Prés    |
| Sorges et Ligueux en Périgord | Savignac-les-Églises                        | Coulaures                 |

Neben dem Ortskern besteht die Gemeinde aus folgenden Weilern, Gehöften, Geländepunkten, zwei Schlössern und einer Mühle:
Bost la Porte, Chanterane, Chaumont, Fonfroide, La Fayolle, La Maison Blanche, La Migaudie, La Monzie, La Renaudie, La Roumina, La Vergne, Le Cros, Le Pêcher, Les Fontenelles, Les Maisons, Les Plantes, Lalauvie, Lapouge, Laubertie (mit Schloss), Létang, Leymarie, Leymonie, Leyssartroux, Magnac, Magnagot, Moulin Chambon, Ogres, Roncecy, Source de Glane, Taboury und Tersac.
Der topographisch tiefste Punkt im Gemeindegebiet von Saint-Jory-las-Bloux mit 123 Meter über dem Meeresspiegel befindet sich an der Südgrenze bei Chanterane. Hier verlässt die Isle das Gemeindegebiet und tritt nach Coulaures über. Der höchste Punkt mit 243 Metern wird an der Nordgrenze bei Les Plantes angetroffen. Der maximale Höhenunterschied beträgt 120 Meter, die durchschnittliche Meerhöhe 183 Meter. Das Rathaus kommt auf 184 Meter zu liegen.
Die Gemeinde besitzt eine Gesamtfläche von 16,94 Quadratkilometer.

### Verkehrsanbindung
Der Ortskern von Saint-Jory-las-Bloux liegt etwa 1 Kilometer östlich der D 76, die von Thiviers nach Excideuil führt. Er kann über eine Kommunalstraße von der D 76 aus erreicht werden. Vom Ortskern ausgehend zieht eine Kommunalstraße durch Magnac nach Osten in Richtung Saint-Germain-des-Prés. Eine weitere Kommunalstraße verlässt den Ortskern nach Südsüdwest und bindet bei La Renaudie an die D 76 an. Die D 73 quert von Négrondes im Westen herüberkommnd den Südwesten des Gemeindegebiets in Richtung Coulaures. Von ihr zweigt im linksseitigen Isletal die D 73 E nach Norden ab und bindet dann hinter Lapouge an die D 76 an. Bei Glane (Gemeinde Coulaures) geht von der D 73 nach links eine Kommunalstraße ab. Sie bedient den abgelegenen Südwesten der Gemeinde und erreicht dann im Norden von Savignac-les-Églises die D 74 von Sorges in Richtung Coulaures.
Durch die Gemeinde verlief früher auch die Bahnstrecke Thiviers–Saint-Aulaire, die 1940 für den Personenverkehr und 1986 für den Güterverkehr stillgelegt wurde. Die Strecke ist eine beliebte Touristenattraktion und fungiert jetzt als Vélorail du Périgord Vert (Eisenbahn-Draisine) zwischen Thiviers und Saint-Andrieux (Gemeinde Saint-Germain-des-Prés).

### Bodenbedeckung

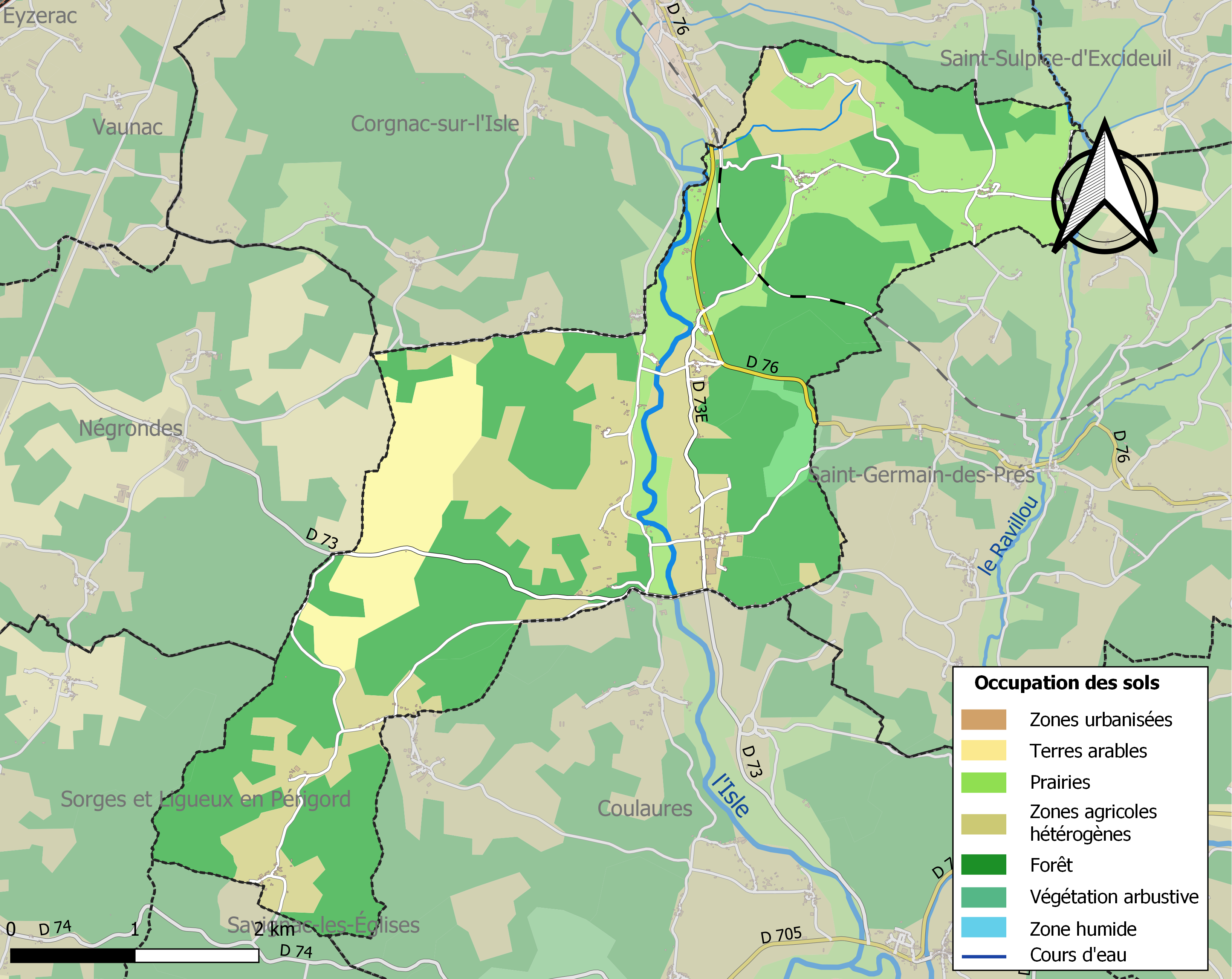
Bodenbedeckung in der Gemeinde Saint-Jory-las-Bloux

Die Bodenbedeckung der Gemeinde Saint-Jory-las-Bloux schlüsselt sich im Jahr 2018 gemäß der europäischen Datenbank CORINE Land Cover (CLC) wie folgt auf:
- Wälder oder seminaturelle Ländereien – 50,4 %
- heterogene landwirtschaftliche Nutzung – 23,3 %
- Wiesen – 16,4 %
- ackerbaulich genutzt – 8,6 %
- Buschwerk – 1,3 %.

Die forstwirtschaftliche Nutzung steht mit 51,7 % im Vordergrund. Sie ist im Vergleich zu 1990 (51,0 %) leicht angestiegen.

## Klima
Das Klima ist gemäßigt; Regen (975 mm/Jahr) fällt übers Jahr verteilt. Die Gemeinde Saint-Jory-las-Bloux besitzt ein abgeschwächtes ozeanisches Klima mit gemäßigtem Sommer (Cfb nach Köppen und Geiger), das sich durch folgende Parameter auszeichnet:
| Klimaparameter im Zeitraum 1971–2000 |
| --- |
| - Jahresmittel: 11,7 °C - Anzahl der Tage unter −5 °C: 2,9 - Anzahl der Tage oberhalb 30 °C: 7,0 - Maximum im Tages-Temperaturunterschied: 14,8 °C - Jahresniederschlag: 975 mm - Niederschlagstage im Januar: 12,8 - Niederschlagstage im Juli: 7,4 |

Durch den Klimawandel zeichnen sich Erhöhungen im Jahresmittel ab, die sich bereits auch bemerkbar machen. So ist beispielsweise an der 50 Kilometer entfernten Wetterstation in Brive-la-Gaillarde das langjährige Jahresmittel von 12,7 °C für 1971–2000 über 12,7 °C für 1981–2010 auf 13,0 °C für 1991–2020 angestiegen – ein Zuwachs um 0,3 °C innerhalb von 20 Jahren.

## Hydrographie

Hydrographische Karte von Saint-Jory-las-Bloux

Durch die Gemeinde fließt in Südrichtung auf etwas mehr als 4 Kilometer die obere Isle. Ein kleiner rechter Nebenfluss ist die nur 750 Meter lange Glane, die gegenüber von Chanterane mündet. Ein linker Nebenfluss zieht von Tersac kommend nördlich des Ortskerns vorbei und erreicht die Isle kurz vor Moulin Chambon. Am Nordostrand des Gemeindegebiets wird auf nur 150 Meter der Ravillou, ein rechter Seitenarm der Loue, berührt. Erwähnenswert sind ferner mehrere Trockentäler beidseitig der Isle. Hiervon unabhängig ist das große Trockentalsystem von Leyssartroux, das im Nordnordwesten bei Les Couriveaux in Négrondes entsteht und dann im Süden bei Savignac-les-Églises erst nach gut 10 Kilometer die Isle erreicht. Im Gegensatz zu den anderen rechtsseitigen Trockentälern, die alle nach Ostsüdost verlaufen, folgt es der wahrscheinlich tektonisch vorgezeichneten Südsüdwest-Richtung.
Isle und Ravillou gehören zum Flusssystem Isle-Dronne.
Die Gesamtlänge des Entwässerungsnetzes in der Gemeinde Saint-Jory-las-Bloux beträgt 7,5 Kilometer.

## Geologie
Das Gemeindegebiet von Saint-Jory-las-Bloux wird vollständig von flach liegenden Sedimenten des nordöstlichen Aquitanischen Beckens bedeckt. Darunter Unterer Jura, Mittlerer Jura und tertiäre Lockersedimente.

### Unterer Jura
Der Untere Jura tritt nur im Norden der Gemeinde auf. Er beschränkt sich auf zwei Vorkommen. Einmal im Nordwesten – hier umgibt er das linke nördliche Seitental der Isle unweit des Ortskerns. Ferner tritt er entlang der rechten Talseite des Ravillous im Nordosten auf.
Die Serie des Unteren Juras beginnt mit dem dolomitisch und teils verkieselten Oberen Hettangium (I2). Darüber legt sich Sinemurium (I3-4), das oolithisch ausgebildet und oft auch verkieselt ist. Es folgt Pliensbachium (I5-6) – grobe, teils dolomitische Sandsteine, die ebenfalls stellenweise verkieselt sind. Die Serie endet mit Toarcium und Aalenium, auf der geologischen Karte als I7-9 zusammengefasst. Das Toarcium mit seinen Tonsteinen und grauen Mergeln war früher von großer Bedeutung für Ziegeleibetriebe. Das den Unterjura abschließende Aalenium besitzt dolomitischen Charakter.

### Mittlerer Jura
Der Mittlere Jura findet sich südlich des Ortskerns – er unterlagert den Zentralteil und den gesamten Südwesten des Gemeindegebiets.
Ältestes aufgeschlossenes Schichtglied ist Bajocium der Formation j1b – eine Wechselfolge aus kryptokristallinen Kalken mit bioklastischen und oolithischen Kalken. Dessen Basis kann auch rekristallisiert vorliegen. Die Oolithkalke der Formation j1c-2a, die vom Oberbajoc bis ins unterste Bathonium reichen, fehlen in Saint-Jory-las-Bloux. Auf das basale Bajocium folgt direkt Unteres und Mittleres Bathonium (Formation j2b). Hierbei handelt es sich um eine Wechselfolge von kryptokristallinen und bioklastischen Kalken mit teils lignithaltigen Tonen. Sodann Oberbathon (Formation j2-6(a)), bestehend aus einer Wechselfolge von kryptokristallinen, stellenweise kreidigen Kalken mit feinschutthaltigen Kalken. Darüber Oberbathon bis Callovium (Formation j2-6(b)) – eine Wechselfolge kryptokristalliner, mehr oder weniger kreidiger Kalke mit bioklastischen und oolithischen Kalken. Darauf legt sich die Abfolge der Formation j2-6(c) – abwechselnd graue und beige kryptokristalline, teils schutthaltige Kalke. Der Mitteljura endet im Oxfordium mit der Formation j2-6(d) – abwechselnd graue und beige kryptokristalline Kalke.

Geologische Karte der Gemeinde Saint-Jory-las-Bloux

### Tertiär

#### Sidérolithique
Beim so genannten Sidérolithique handelt es sich um eisenhaltige, rote, sehr kompakte, tonige Sande der Formation e-p. Er findet sich in Vorkommen östlich und südlich des Ortskerns. Hier liegt er entweder Unterem oder Mittlerem Jura auf und wird seinerseits von kolluvialen Lockersedimenten abgedeckt. Seine zeitliche Stellung wird sehr ungenau mit Eozän bis Pliozän angegeben.

#### Lockersedimente
Die tertiären Lockersedimente umfassen die altpleistozänen Flussschotter der Formation Fs (Sande, Kiese und Schotter, die in eine tonige Grundmasse – hervorgegangen möglicherweise aus marbrierten Paläoböden – eingebettet sind), ihre kolluvialen Umlagerungsprodukte (Formation CF – enthalten mehrheitlich Gerölle und dürften sich zum Großteil aus den Flussschottern entwickelt haben), würmzeitlichen Kalkhangschutt (Formation GP), sowie Flussterrassen der Isle und holozänes Alluvium (Formation K) in den Talniederungen der Isle, in ihren linken Seitenarmen und im Tal des Ravillous.
Die Formation Fs erscheint in zwei Vorkommen bei Tersac und nördlich von Magnac, wo es dem Sidérolithique aufliegt. Das Kolluvium umgibt diese beiden Vorkommen, es findet sich ferner um den Ortskern und südlich davon bis Chanterane. Kalkhangschutt des Würms bedeckt den rechten Talhang der Isle von Taboury bis zur Mündung der Glane. Er erfüllt auch die Trockentäler von La Monzie sowie die Talböden der Glane und das bei Leyssartroux beginnende Trockentalsystem von La Roumina. Bei den Terrassen können Hoch-, Mittel- und Niederterrassen unterschieden werden. Hochterrassen sind die Formationen Ft und Fu. Die ältere Formation Ft bedeckt den Nordrand bei Tersac und den Ortskern 65 bis 70 Meter oberhalb der Isle. Die jüngere Formation Fu zeigt sich östlich von La Renaudie, östlich von Chaumont und im Osten von Les Maisons. Ihre Höhendifferenz zur Isle beträgt 45 bis 55 Meter. Die Mittelterrassen (Formation Fv) sind nur auf der rechten Talseite der Isle in 5 kleinen Vorkommen angelegt. Sie sind zu sehen bei Taboury, La Fayolle, Leymarie, La Monzie und bei La Maison Blanche. Sie befinden sich zwischen 25 und 30 Meter über dem Niveau der Isle. Die nur unwesentlich höher liegenden Niederterrassen (Formation Fw) begleiten die Isle linksseitig bei Moulin Chambon und La Vergne sowie bei Lapouge.

### Karstphänomene
Karstphänomene in der Gemeinde sind die bereits erwähnten Trockentäler. Von Bedeutung ist insbesondere die Karstquelle der Glane, die insgesamt 11 Gemeinden mit Trinkwasser versorgt und deren unterirdischer Flusslauf auf 3 Kilometer sondiert werden konnte.

### Tektonik
Anzuführen sind einige steil stehende Störungen im Mittleren Jura rechts der Isle, die überwiegend Nordost, aber auch Südost streichen. Sie zeigen nur geringen Versatz. Eine weitere kleine, ebenfalls nach Nordost ausgerichtete Störung bei Magnac im Unteren Jura hat den Südosten leicht angehoben. Zweifellos haben diese Diskontinuitäten die Lagerung des Schichtverbands durch Schleppungen beeinflusst. So sind Abweichungen vom generellen Einfallen mit 6 bis 12° nach Südwest zu beobachten – 6 bis 18° nach Nordwest, 18° nach Nordost und 4° nach Westen.

## Naturrisiken

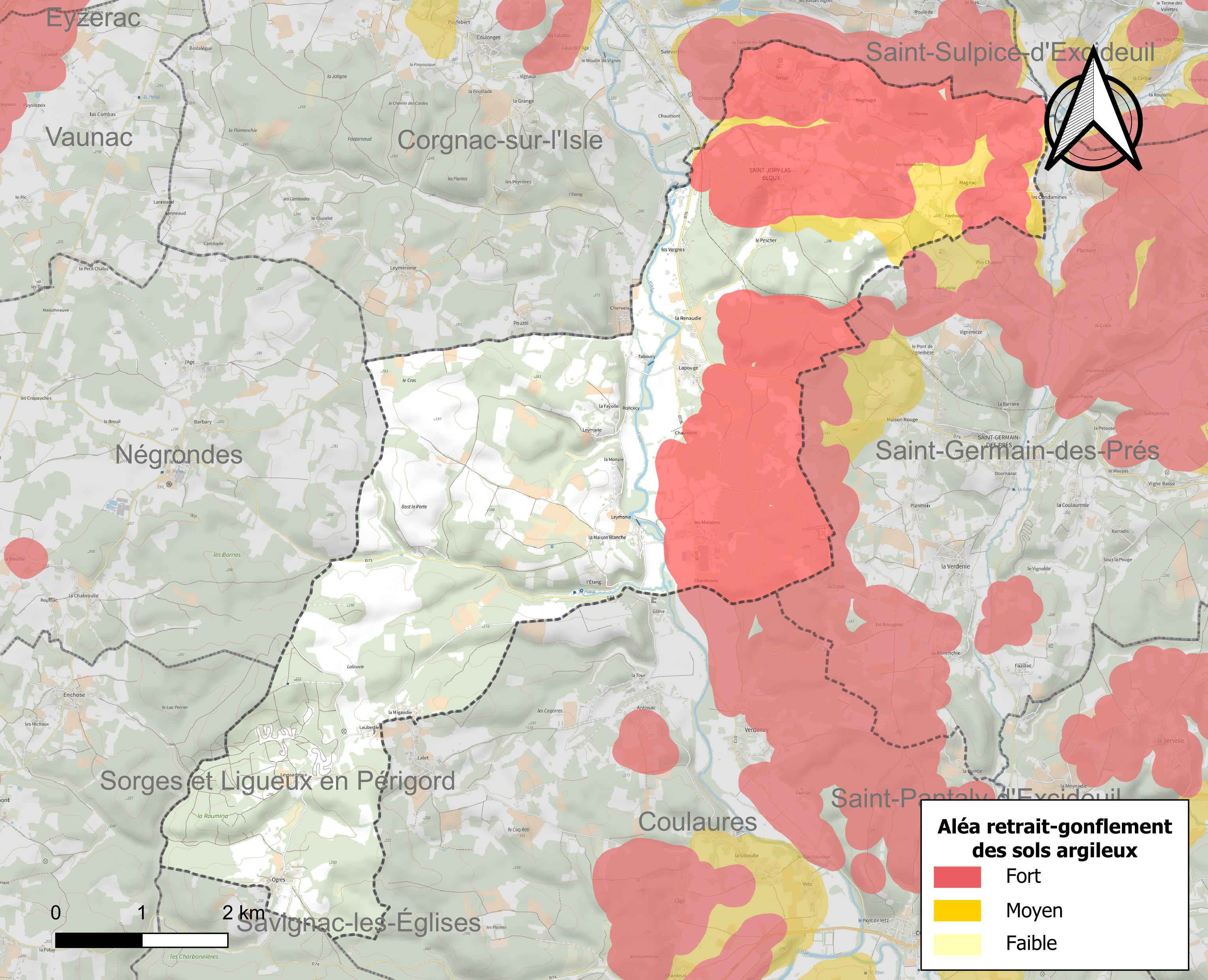
Risikokarte des Quellungs/Schrumpfungsverhältnisses von Tonmineralen in Böden für Saint-Jory-las-Bloux

Naturrisiken manifestieren sich in Saint-Jory-las-Bloux als
- Überschwemmungen und den mit ihnen assoziierten Schlammströmen und Hangrutschungen an der Isle (inklusive ihren Seitenarmen) und am Ravillou
- Dürren
- Stürme
- Bodensetzungen.

In den Jahren 1982, 1988, 1993, 1999 und 2007 (insbesondere 1999) kam es aufgrund erhöhter Niederschläge zu Überschwemmungen, größeren Bodenbewegungen und Rutschungen.
Ein Dürrejahr war 2005 mit erhöhter Waldbrandgefahr.
Ein herausragendes Wintersturmereignis war das Sturmtief Martin im Dezember 1999, das enorme Schäden an den Wäldern und auch an der Infrastruktur hinterließ. Die Zerstörungen in den Wäldern sind selbst im Jahr 2023 noch zu erkennen.
Wie die Risikokarte zeigt, ist Saint-Jory-las-Bloux mäßig bis stark von der Gefahr durch Bodensetzungen betroffen, die Gefahren konzentrieren sich hierbei linksseitig der Isle auf Böden des Unterjuras, des Sidérolithiques und des Kolluviums.
Die Erdbebengefahr ist als relativ niedrig einzustufen, am Westrand des Massif Central sind recht seltene Beben der Stärke 3 auf der Richterskala bekannt.

## Ökologie

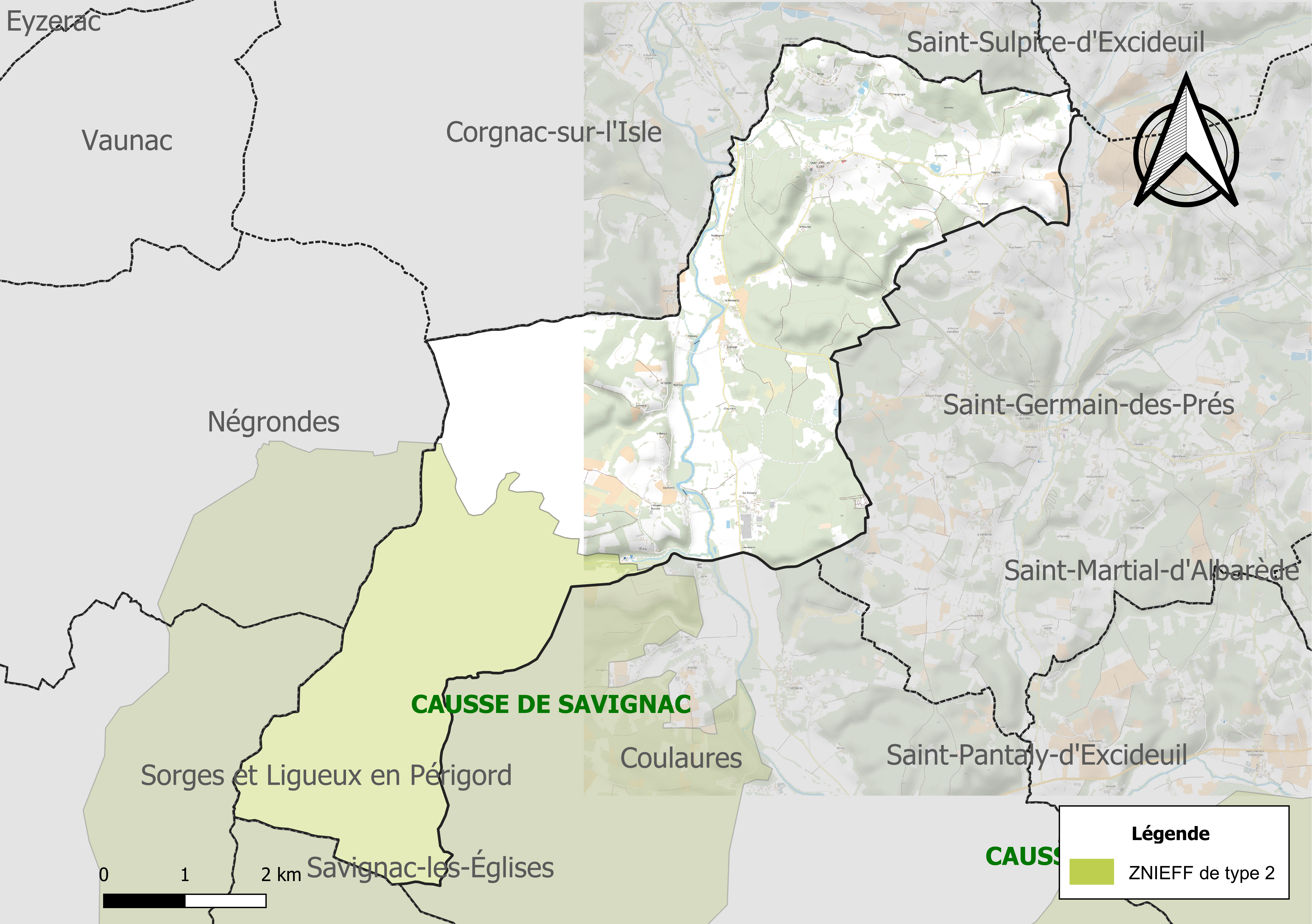
Schutzgebiet des Typus 2 in Saint-Jory-las-Bloux

### Schutzgebiet des Typus 2
Im Südosten des Gemeindegebietes von Saint-Jory-la-Bloux befindet sich unter der Bezeichnung Causse de Savignac ein mehr als 5 Quadratkilometer großes Schutzgebiet (Französisch ZNIEFF – zone naturelle d’interêt écologique, faunistique et floristique) des Typus 2. Es handelt sich hierbei um waldbestandene Kalkflächen entlang der rechten Talseite der Isle. Das Schutzgebiet betrifft insgesamt 8 Gemeinden – von Sarliac-sur-l’Isle im Südwesten bis Négrondes im Norden. Charakteristisch für dieses Gebiet ist neben 43 anderen Pflanzenarten der Hartheu-Spierstrauch Spiraea hypericifolia, genauer Spiraea hypericifolia obovata.

## Geschichte
Ab dem 12. Jahrhundert ist Saint-Jory-las-Bloux eine der 25 Pfarreien, die dem Erzpriester von Thiviers unterstehen.
Die erste Erwähnung des Namens Sanctus Georgius de las Blos nimmt Bezug auf die romanische Ortskirche und stammt aus dem 13. Jahrhundert; ob damals bereits ein Ort oder lediglich eine Komturei des Templer- oder Johanniterordens existierte, ist unklar. Die Grundmauern des Schlosses datieren ebenfalls ins 13. Jahrhundert zurück.
Auf der Carte de Cassini (1756 bis 1789) wurde die Ortschaft noch als Saint Jorry bezeichnet.
Am 17. Mai 1944 starben in der Gemeinde zwei Partisanen des Maquis bei einem Gefecht mit der Milice française und der Groupe mobile de réserve. Zwei Verwundete wurden sodann in Thiviers gefoltert und danach von der Milice erschossen. Ein fünfter Maquisard erlag vier Tage später in der Cité-sanitaire de Clairvivre in Salagnac seinen Verwundungen.

## Bevölkerungsentwicklung
| Jahr | Einwohner |  |
| 1962 | 292       |  |
| 1968 | 271       |  |
| 1975 | 229       |  |
| 1982 | 251       |  |
| 1990 | 241       |  |
| 1999 | 237       |  |
| 2004 | 239       |  |
| 2006 | 246       |  |
| 2009 | 255       |  |
| 2014 | 241       |  |
| 2019 | 236       |  |
| 2020 | 238       |  |

Quelle: INSEE
Die Bevölkerungsentwicklung in Saint-Jory-las-Bloux war von 1962 bis 1975 rückläufig, stabilisierte sich dann aber und erreichte einen neuen Höhepunkt im Jahr 2009. Seitdem ist die Tendenz wieder rückläufig.
Die bisher höchste Einwohnerzahl wurde im Jahr 1846 mit 690 Bewohnern ermittelt.
Der Bevölkerungsrückgang im 20. Jahrhundert ist im Wesentlichen auf die Mechanisierung der Landwirtschaft und die Aufgabe von bäuerlichen Kleinbetrieben zurückzuführen.
Die Bevölkerungsdichte in Saint-Jory-las-Bloux beträgt 14,0 Einwohner pro Quadratkilometer.

## Verwaltung
Stellvertretender und gleichzeitig geschäftsführender Bürgermeister in Saint-Jory-las-Bloux ist seit Juni 2022 der parteilose Pierre Sutour, der im September 2022 wiedergewählt wurde.

## Präsidentschaftswahlen 2022
| Kandidaten                       | Kandidaten            | Parteien                      | Parteien            | 1. Wahlgang | 1. Wahlgang | 2. Wahlgang | 2. Wahlgang |
| Kandidaten                       | Kandidaten            | Parteien                      | Parteien            | Stimmen     | %           | Stimmen     | %           |
| -------------------------------- | --------------------- | ----------------------------- | ------------------- | ----------- | ----------- | ----------- | ----------- |
|                                  | Emmanuel Macron       | En marche !                   | EM                  | 34          | 23,13 %     | 68          | 52,31 %     |
|                                  | Marine Le Pen         | Front national                | FN                  | 40          | 27,21 %     | 62          | 47,69 %     |
|                                  | Jean-Luc Mélenchon    | Front de gauche               | FDG                 | 36          | 24,49 %     |             |             |
|                                  | Éric Zemmour          | Reconquête                    |                     | 4           | 2,72 %      |             |             |
|                                  | Valérie Pécresse      | Les Républicains              | LR                  | 3           | 2,04 %      |             |             |
|                                  | Jean Lassalle         | Résistons !                   | R                   | 15          | 10,20 %     |             |             |
|                                  | Anne Hidalgo          | Parti socialiste              | PS                  | 1           | 0,68 %      |             |             |
|                                  | Fabien Roussel        | Parti communiste français     | PC                  | 4           | 2,72 %      |             |             |
|                                  | Nicolas Dupont-Aignan | Debout la République          | DLR                 | 3           | 2,04 %      |             |             |
|                                  | Yannick Jadot         | Europe Écologie-Les Verts     | EELV                | 4           | 2,72 %      |             |             |
|                                  | Nathalie Arthaud      | Lutte Ouvrière                | LO                  | 0           | 0,00 %      |             |             |
|                                  | Philippe Poutou       | Nouveau Parti anticapitaliste | NPA                 | 3           | 2,04 %      |             |             |
|                                  |                       |                               |                     |             |             |             |             |
| Gesamt                           | Gesamt                | Gesamt                        | Gesamt              | 147         | 100 %       | 130         | 100 %       |
|                                  |                       |                               |                     |             |             |             |             |
| Gültige Stimmen                  | Gültige Stimmen       | Gültige Stimmen               | Gültige Stimmen     | 147         | 94,23 %     | 130         | 85,53 %     |
| Ungültige Stimmen                | Ungültige Stimmen     | Ungültige Stimmen             | Ungültige Stimmen   | 9           | 5,77 %      | 22          | 14,47 %     |
| Wahlbeteiligung                  | Wahlbeteiligung       | Wahlbeteiligung               | Wahlbeteiligung     | 156         | 84,32 %     | 152         | 82,16 %     |
| Enthaltungen                     | Enthaltungen          | Enthaltungen                  | Enthaltungen        | 29          | 15,68 %     | 33          | 17,84 %     |
| Registrierte Wähler              | Registrierte Wähler   | Registrierte Wähler           | Registrierte Wähler | 185         |             | 185         |             |
|                                  |                       |                               |                     |             |             |             |             |
| Quelle: Ministère de l'Intérieur |                       |                               |                     |             |             |             |             |

Die Präsidentschaftswahlen 2022 in Saint-Jory-las-Bloux konnte Emmanuel Macron für sich entscheiden. Im ersten Wahlgang hatte Jean-Luc Mélenchon hinter Marine Le Pen zwar noch die zweitmeisten Stimmen erhalten, war aber dann auf nationaler Ebene für die Stichwahl im zweiten Wahlgang ausgeschieden.

## Wirtschaft
In früheren Jahrhunderten lebten die Bewohner als Selbstversorger von den Erträgen ihrer Felder, Weiden und Gärten. Die Gemeinde ist immer noch in hohem Maße landwirtschaftlich orientiert, wobei auch die Viehzucht eine beträchtliche Rolle spielt. Im Ort selbst haben sich Handwerker und Kleindienstleister angesiedelt. Seit den 1960er Jahren werden einige leerstehende Häuser als Ferienwohnungen (gîtes) vermietet.

### Beschäftigung
Im Jahr 2015 betrug die erwerbsfähige Bevölkerung zwischen 15 und 64 Jahren 102 Personen (42,9 % der Gesamtbevölkerung). Als arbeitslos waren 9 Personen gemeldet (im Jahr 2010 waren dies ebenfalls 9), die Arbeitslosigkeit belief sich somit auf 8,7 %.

### Unternehmen
Am 31. Dezember 2015 waren in der Gemeinde Saint-Jory-las-Bloux 19 Unternehmen angesiedelt, davon 5 in Handel, Transport und Dienstleistungen, 4 in Landwirtschaft, Forst oder Fischerei, 4 im Baugewerbe, 3 in der Industrie und 3 in Verwaltung, Bildung, Gesundheit oder Sozialhilfe.

## Sehenswürdigkeiten
- Die einschiffige Kirche des Ortes ist dem hl. Georg geweiht; sie fungierte im 13./14. Jahrhundert als Kapelle einer Komturei des Malteserordens und birgt im flach geschlossenen Chorbereich zwei gemalte „Trauerbänder“ (litres funéraires) mit den Wappen der späteren Grundherrn (seigneurs). Der insgesamt eher schlichte Kirchenbau ist seit dem Jahr 1961 als Monument historique anerkannt.[2]
- Das unmittelbar angrenzende Schloss Château de Saint-Jory stammt ursprünglich aus dem 15. Jahrhundert; der Kernbau (logis) wurde im 18. Jahrhundert erneuert. Die Anlage besitzt noch drei spätmittelalterliche Treppentürme. Auf dem Burggelände steht ein einfaches kubisches Taubenhaus (colombier) mit Pyramidendach.

Umgebung
- Ca. vier Kilometer südwestlich des Ortes befindet sich das im 19. Jahrhundert erbaute Schloss Château de Laubertie.

## Photogalerie

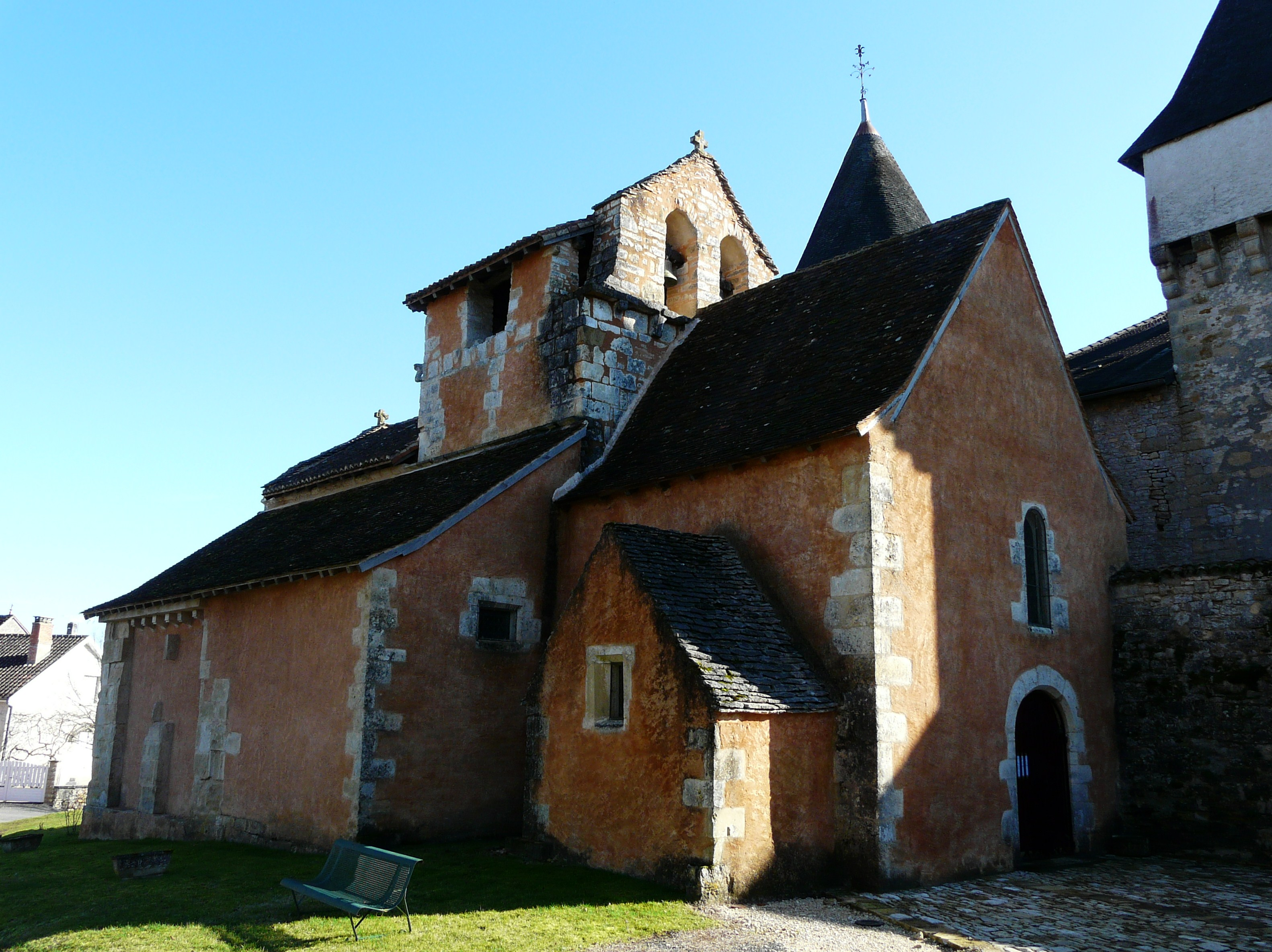
Ortskirche Saint-Georges
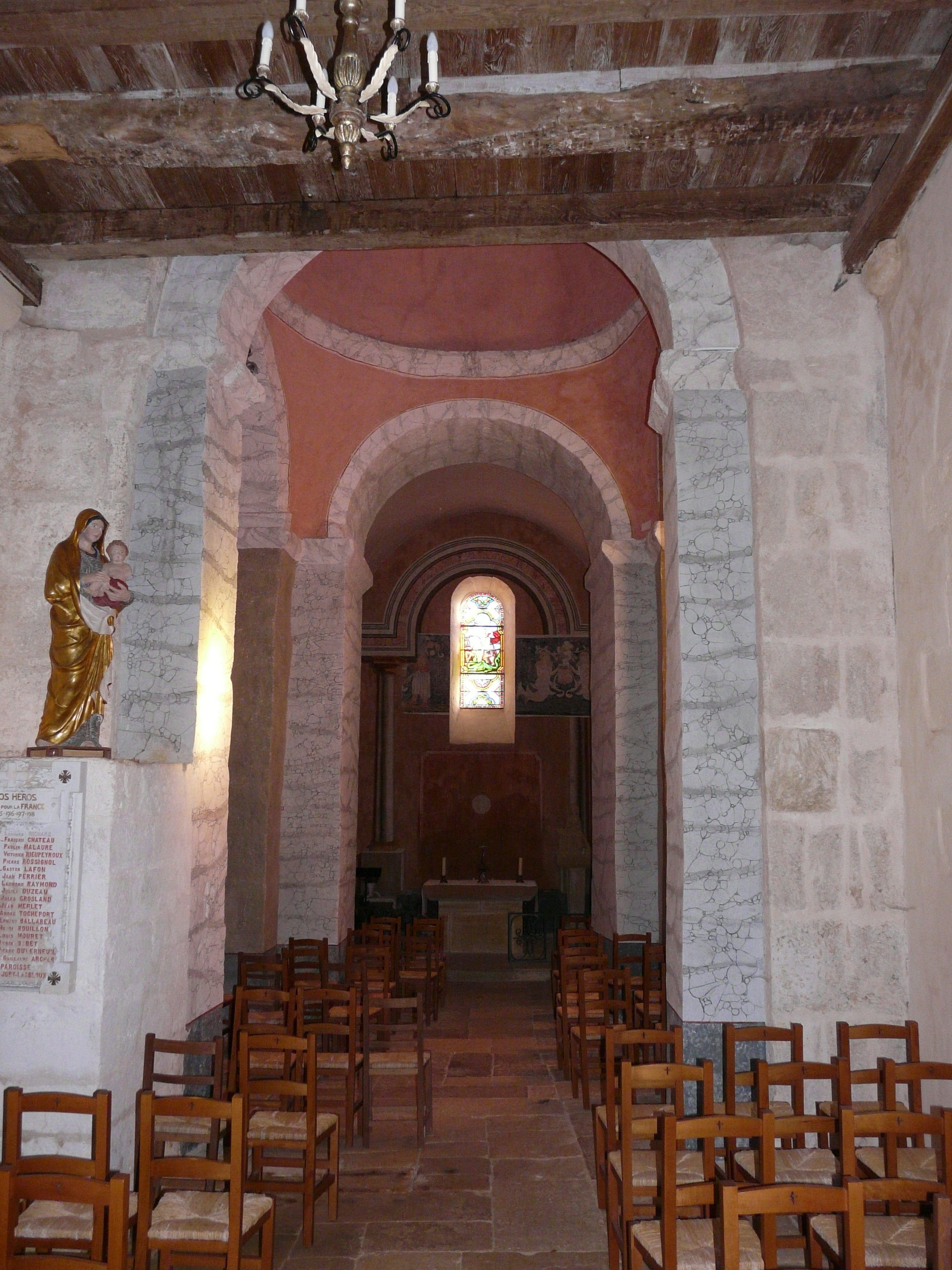
Kirchenschiff und Chor
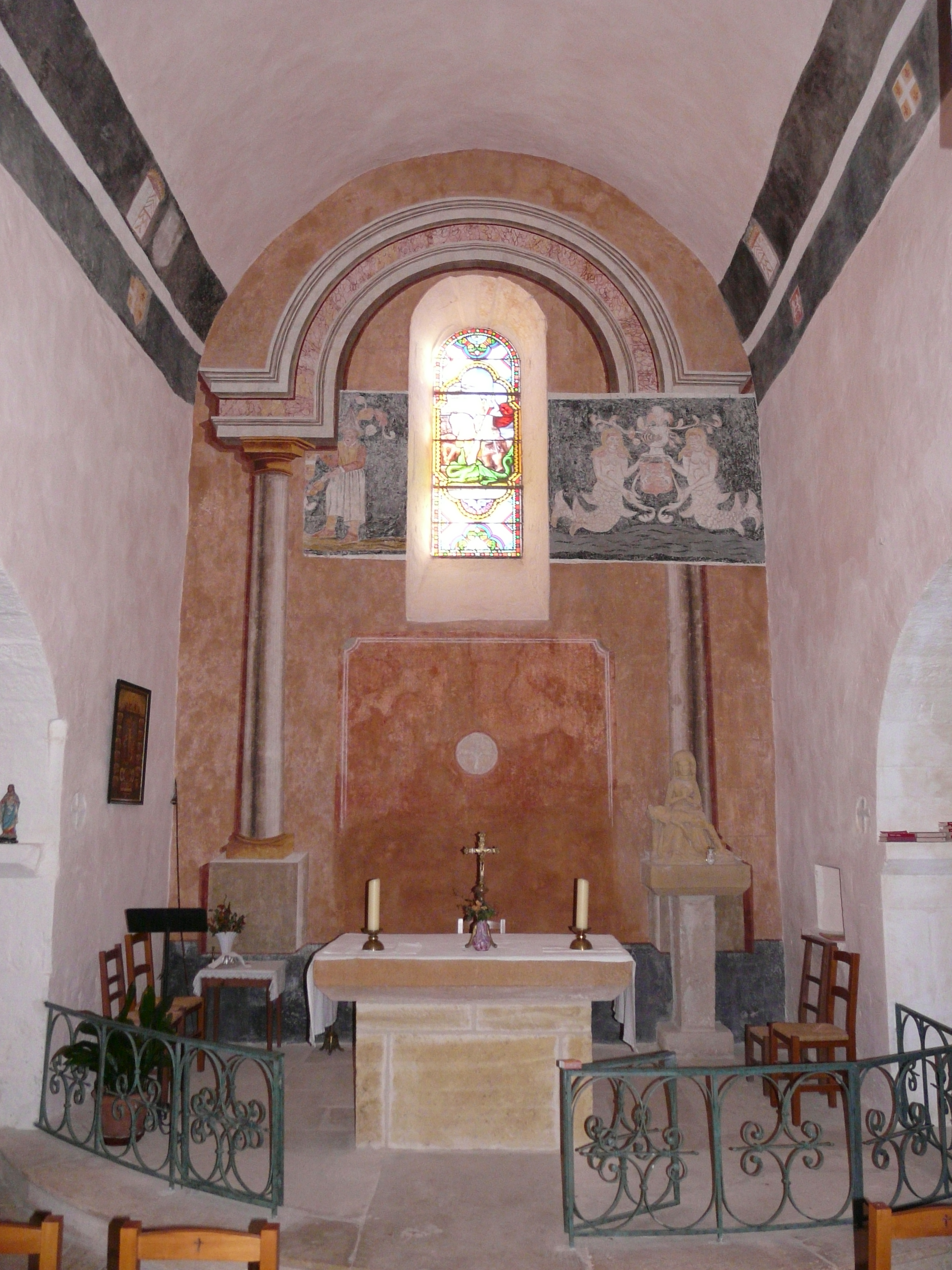
Chor mit litre funéraire
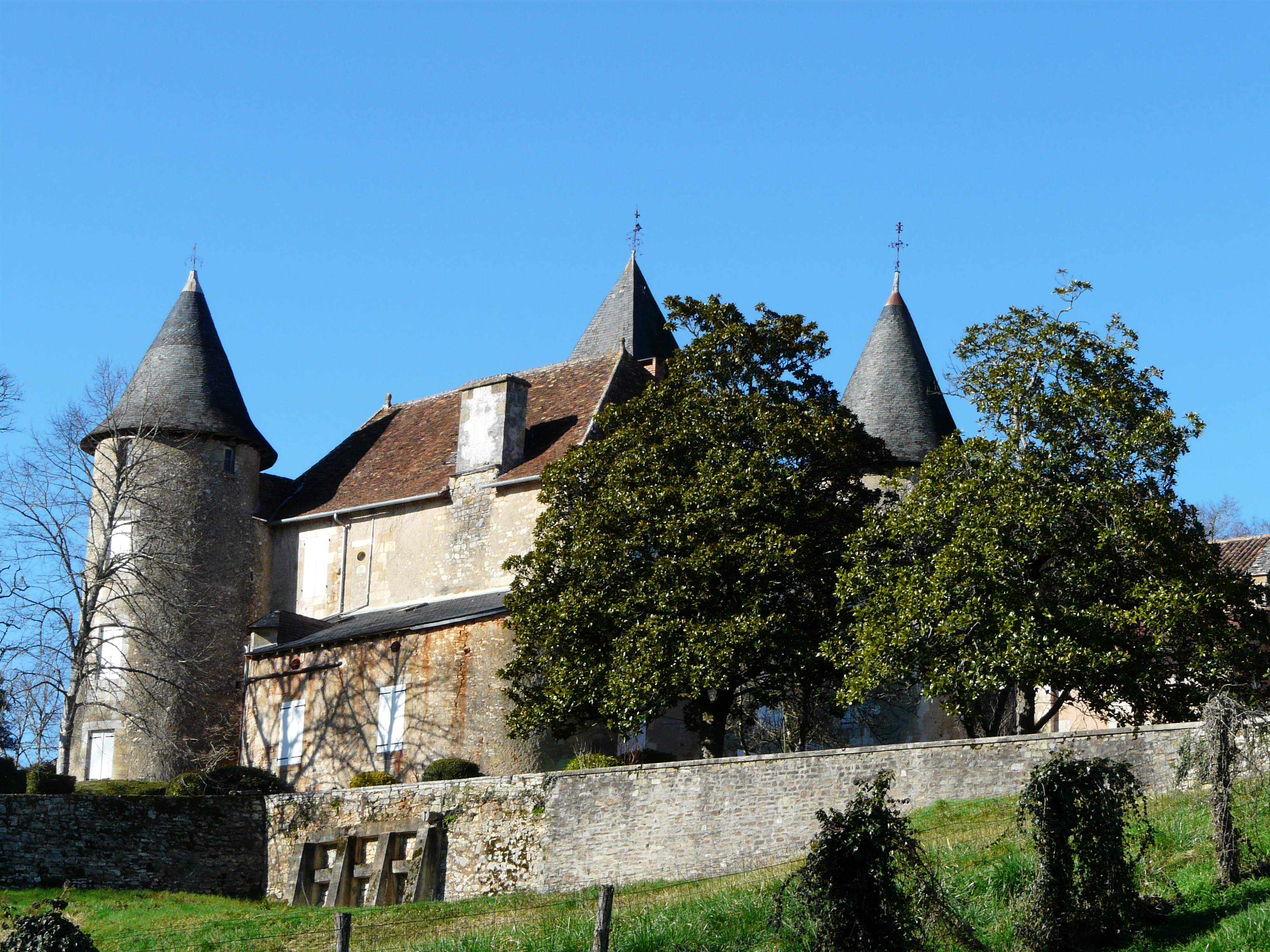
Schloss Château de Saint-Jory
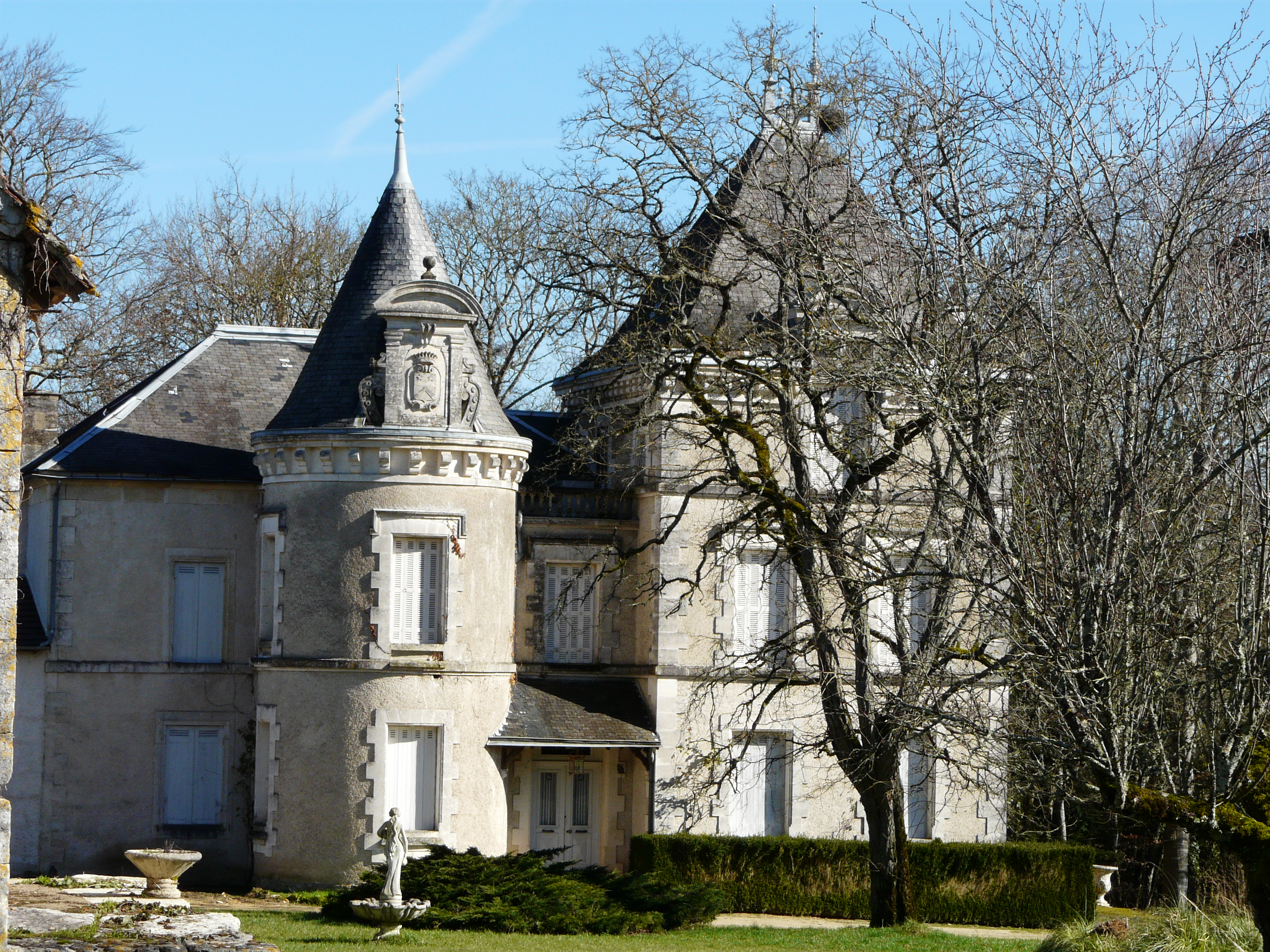
Schloss Château de Laubertie
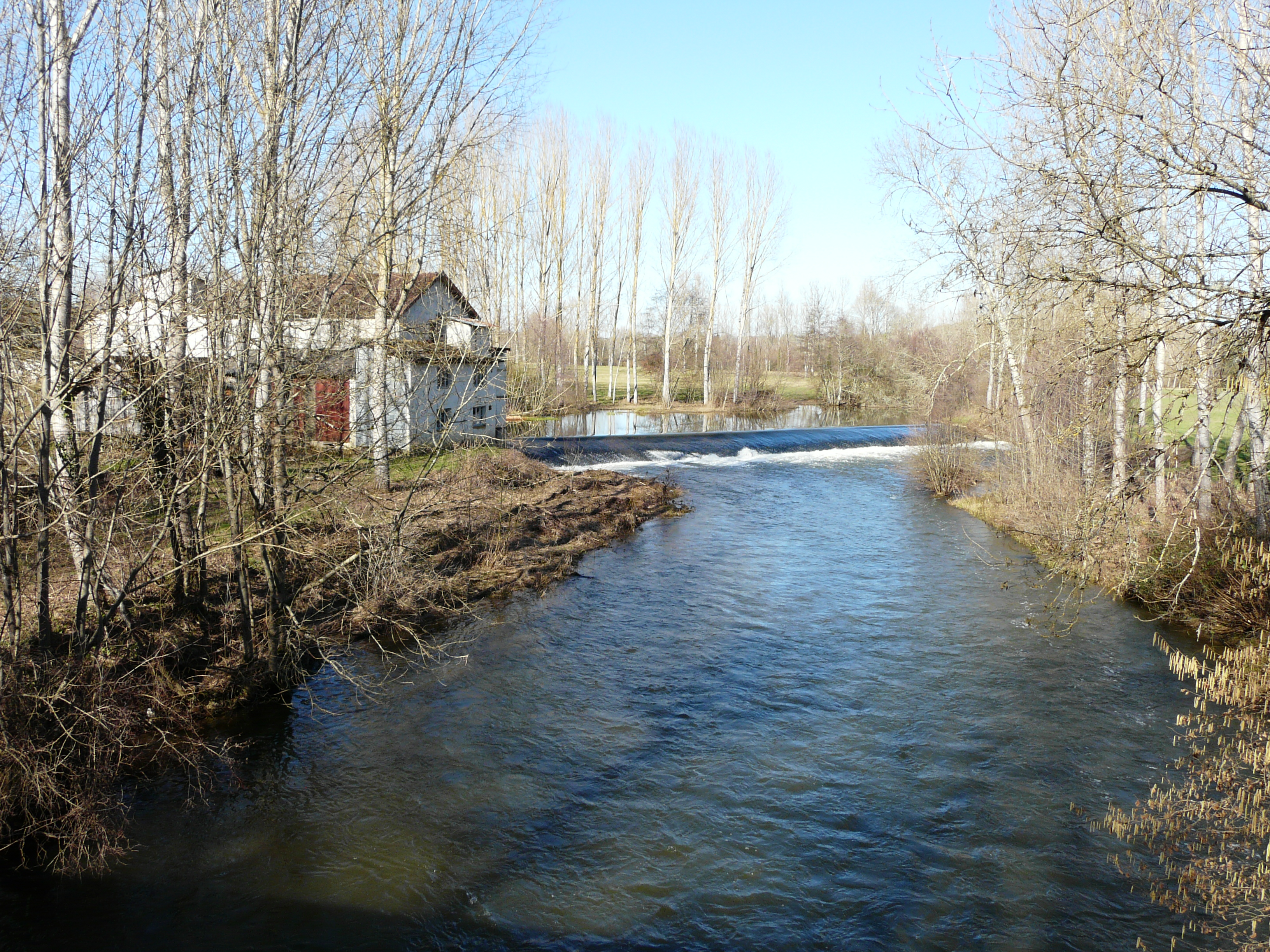
Die Isle oberhalb der Brücke von Taboury
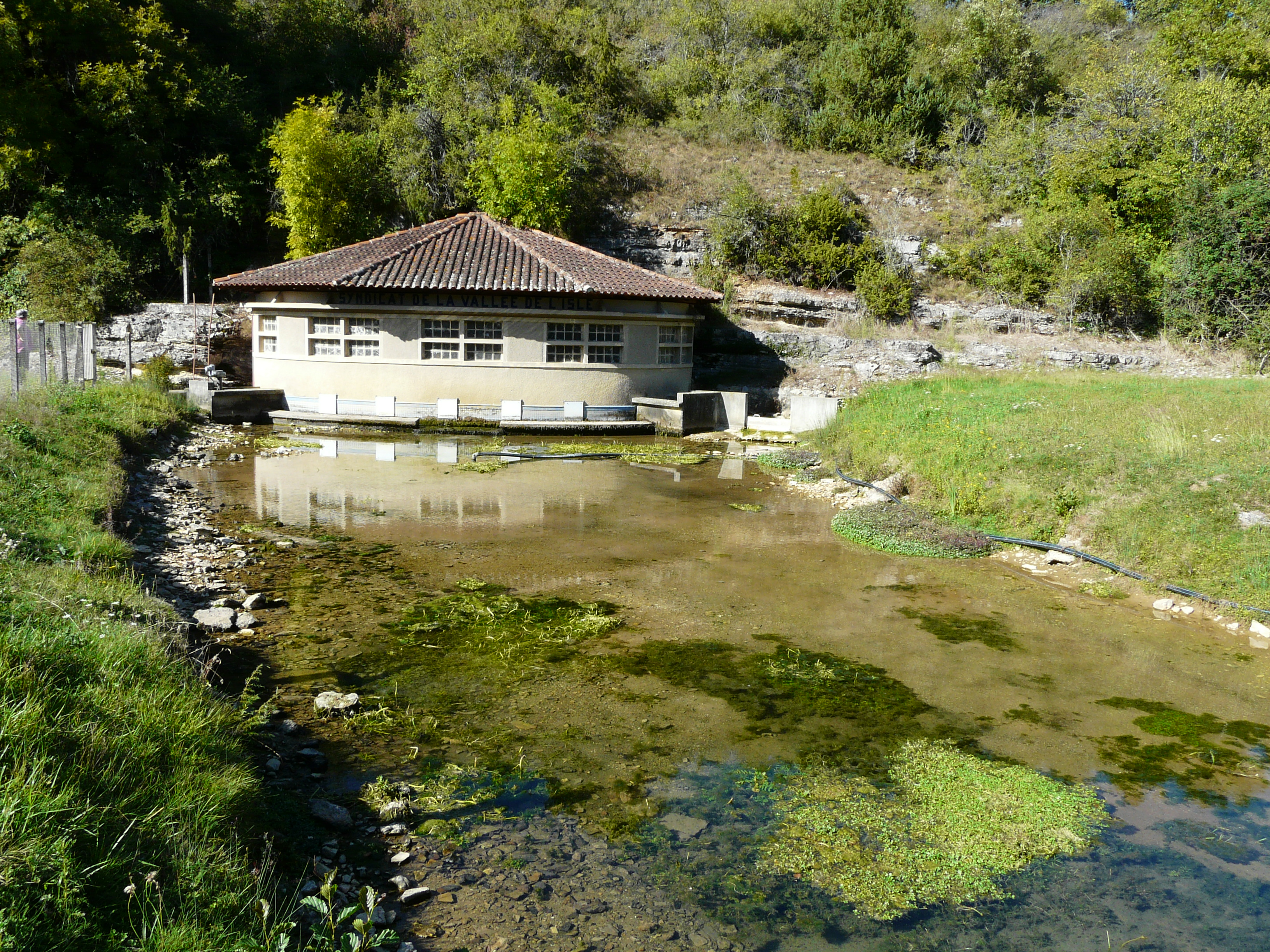
Karstquelle der Glane mit Pumpenhaus, dahinter flach nach Nordost einfallendes  Unter/Mittelbathonium
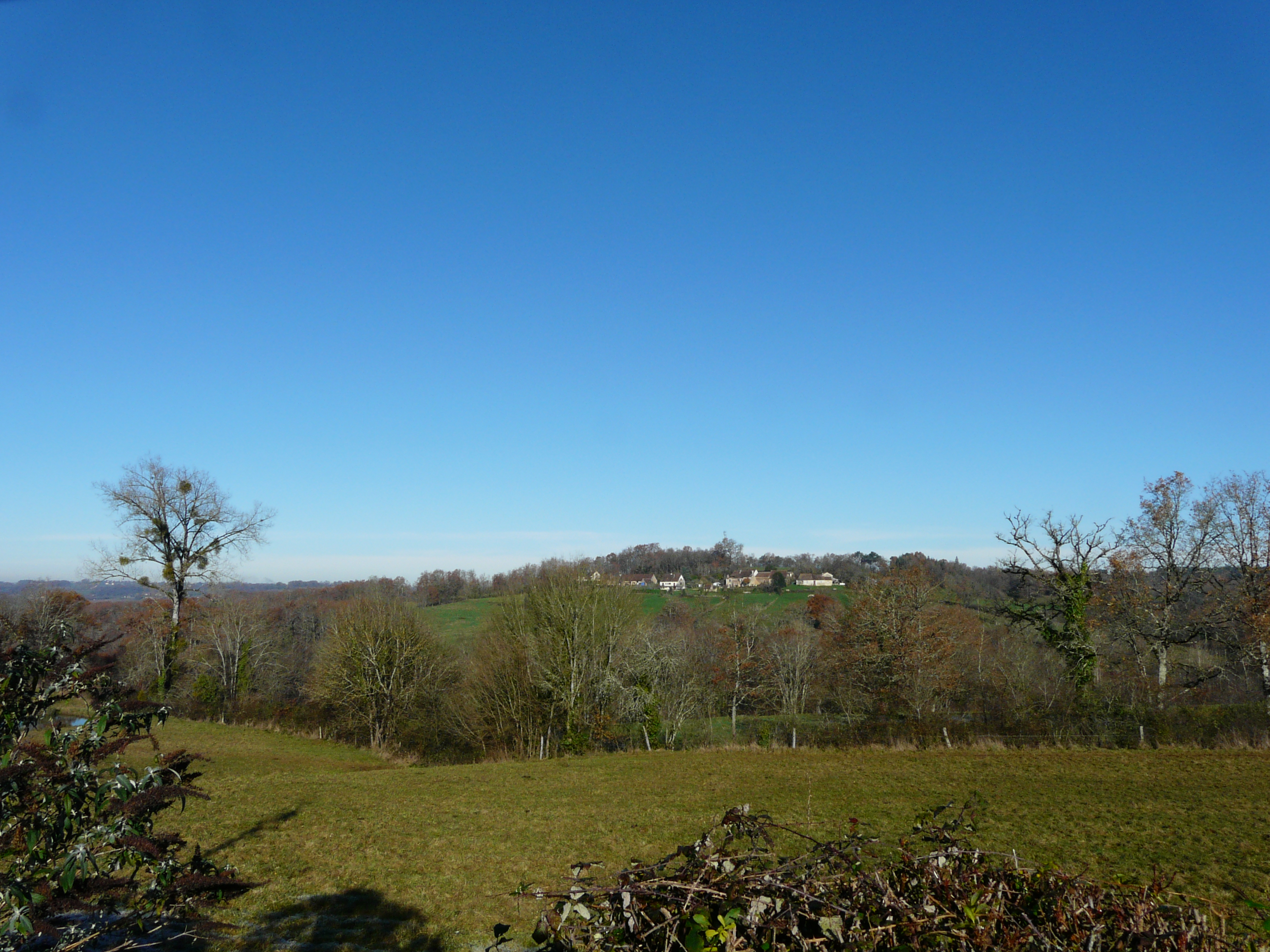
Blick vom Ortskern nach Norden in Richtung Tersac
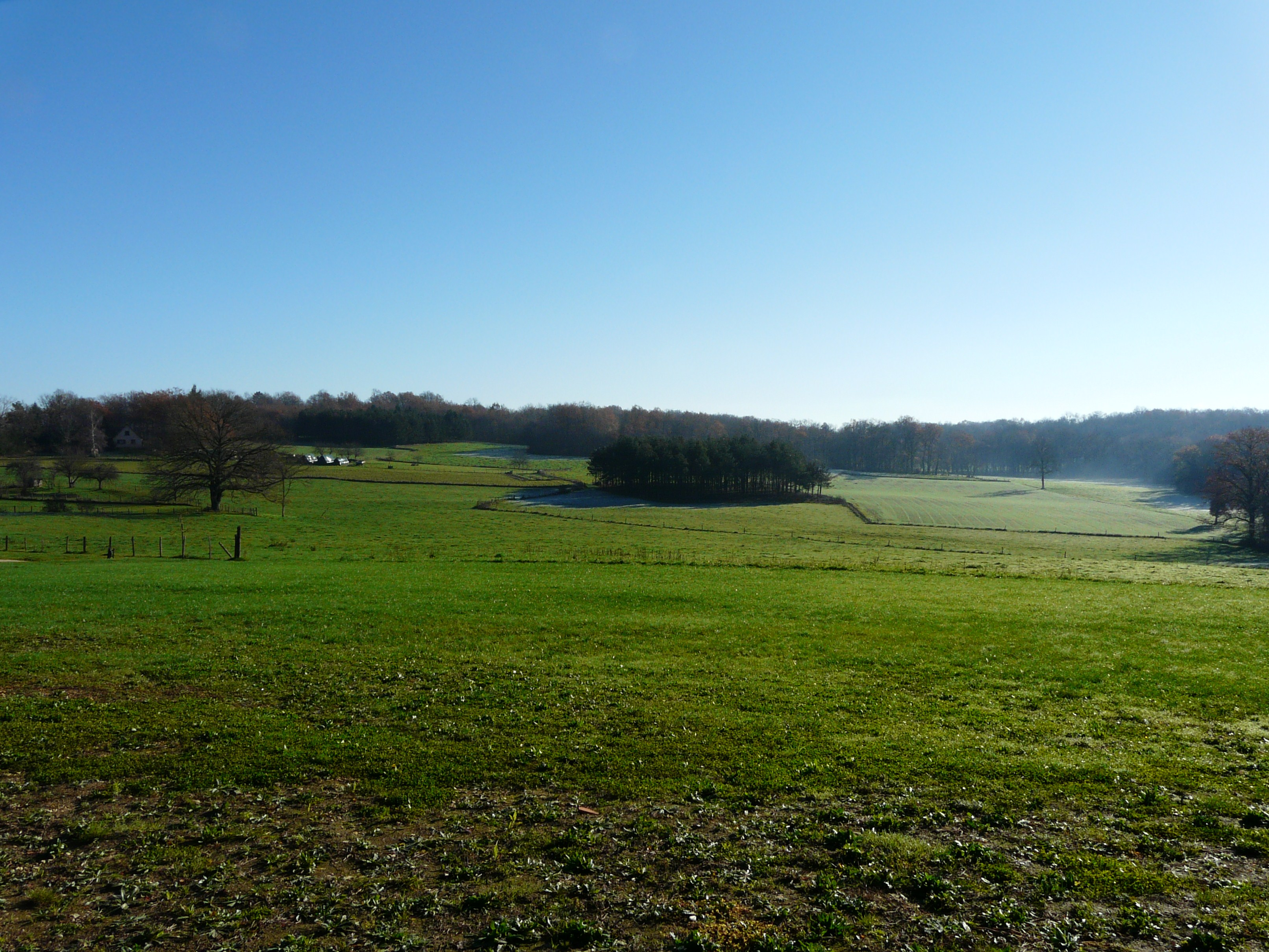
Blick vom Ortskern nach Süden und Südosten
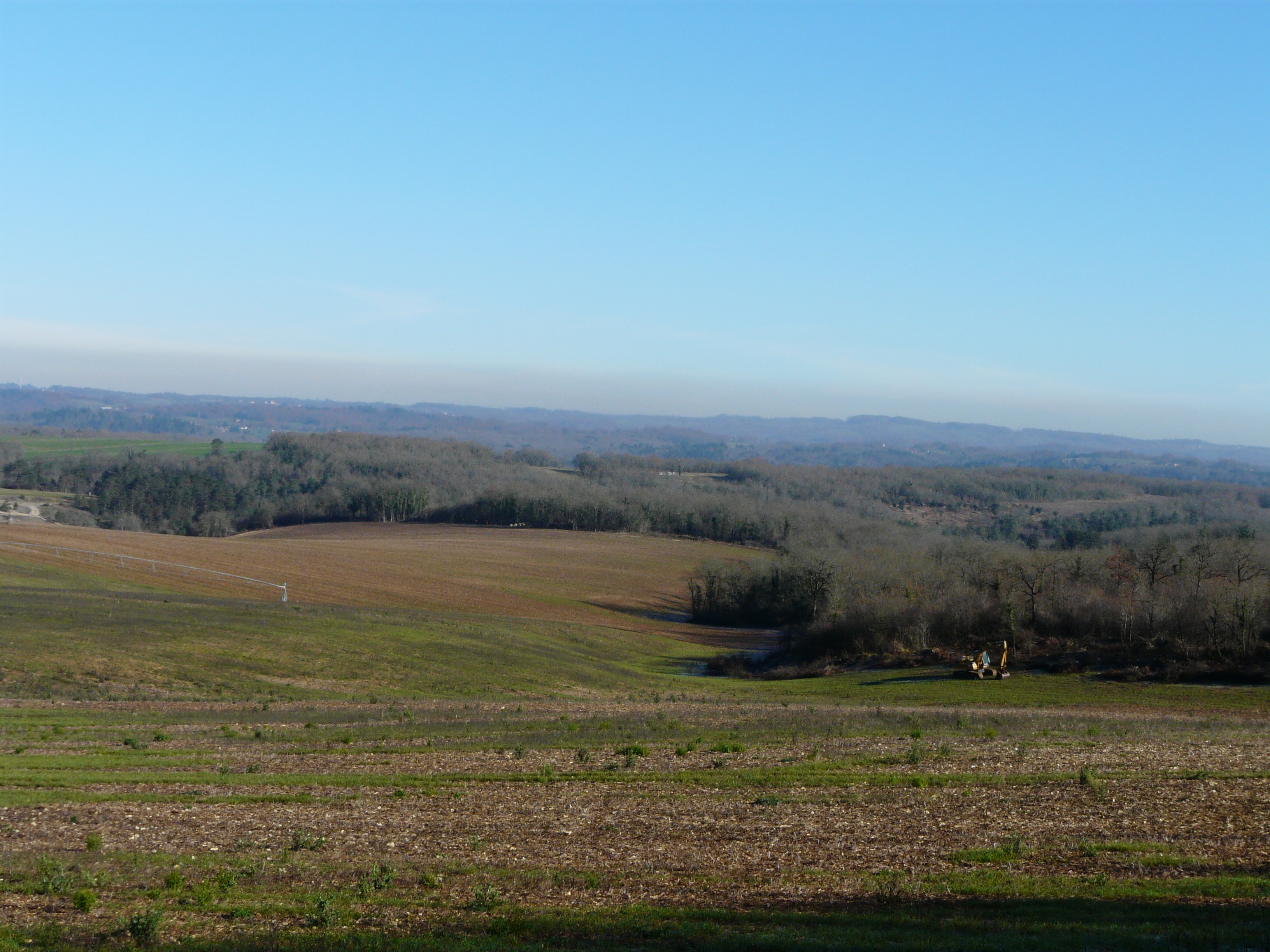
Der Causse de Savignac in Richtung Lalauvie